# Goldenes Tor (Konstantinopel)

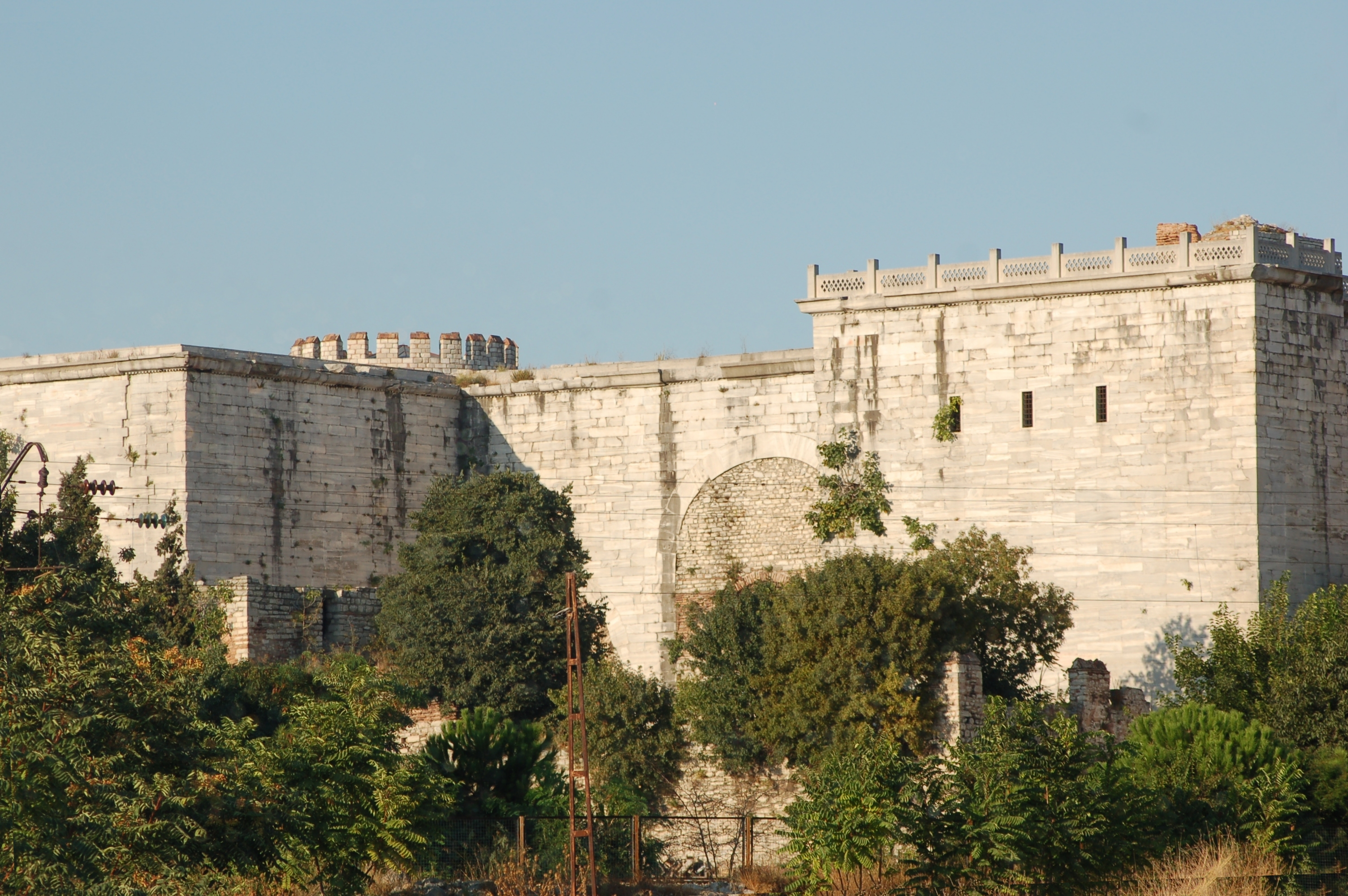
Das goldene Tor

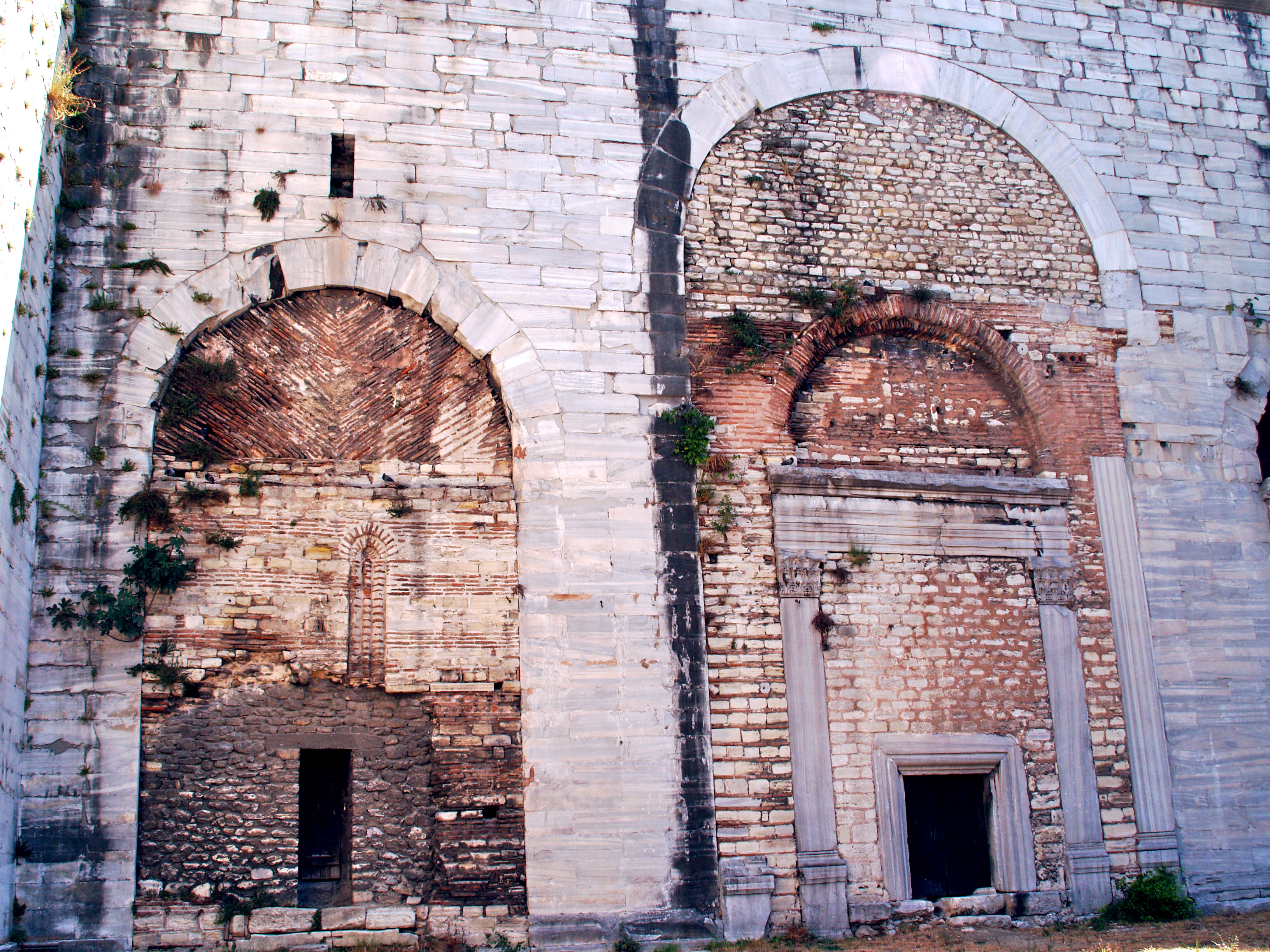
Ansicht der Stadtseite (Ostseite)

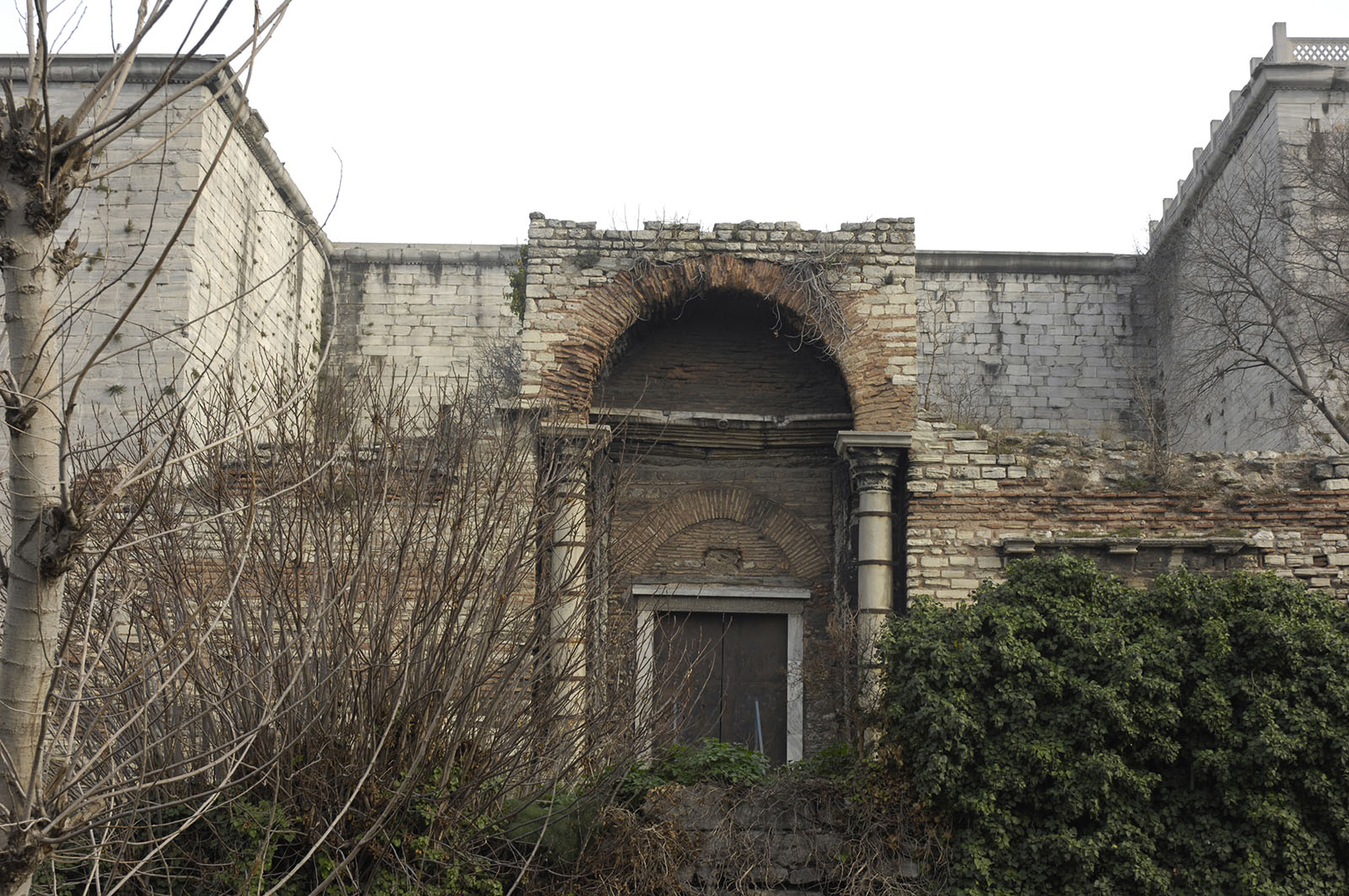
Ansicht der Feldseite (Westseite)

Das Goldene Tor (altgriechisch Χρυσεία Πύλη Chryseía Pýlē, lateinisch Porta Aurea, türkisch Altınkapı) ist ein Tor der Theodosianischen Landmauer des byzantinischen Konstantinopels.

## Geschichte
Anfang des 5. Jahrhunderts nach Christus errichtete der Prätorianerpräfekt Anthemius als Vormund des noch minderjährigen byzantinischen Kaisers Theodosius II. eine neue Stadtmauer. Im Zusammenhang mit dieser Neubefestigung der Stadt errichtete man im Bereich der Einführung der aus Rom kommenden Via Egnatia ein prächtiges Stadttor, das auch als Triumphtor für feierliche Einzüge des Kaisers dienen sollte.
In den Jahren 674/675 war das Tor bei der Belagerung der Stadt durch die Araber Ort schwerer Angriffe. Im Jahr 740 stürzte bei einem Erdbeben die auf dem Mittelbau des Tores stehende Statue des Theodosius herab. 866 fiel bei einem weiteren Erdbeben auch die bronzene Nike-Statue herab. 1203 belagerten die Kreuzfahrer des Vierten Kreuzzuges das Tor. Das kurz zuvor errichtete Vortor wurde bei den Kämpfen im April 1204 stark beschädigt.
Während der Bürgerkriege in der zweiten Hälfte des 14. Jahrhunderts war das Tor von Johannes V. zu einer kleinen Zitadelle ausgebaut worden. Johannes VI. ließ das Tor weiter verstärken. Dabei wurden auch das Vortor verstärkt und die Fassade mit seitlich angebrachten Reliefplatten mit mythologischen Szenen dekoriert. Durch den Angriff von Sultan Bayezid I. mussten die Arbeiten unterbrochen werden und das kleine Kastell teilweise abgerissen werden. Erhalten blieben nur die Aufbauten auf dem Süd-Turm sowie ein großer Treppenturm dahinter.
Nachdem die osmanischen Sultane Konstantinopel 1453 eingenommen hatten, wurde das Tor 1457/58 in die unter Sultan Mehmet II. erbaute Festung Yedikule einbezogen. Die Durchgänge wurden zugemauert und die Brücke vor dem Tor abgerissen. Von den Ende des 14. Jahrhunderts am Vortor angebrachten Reliefplatten waren bis 1620 noch 12 Stück vorhanden. Sie gingen allerdings im 17. Jahrhundert verloren. Der Versuch des englischen Botschafters Thomas Roe, einige der Platten zu erwerben, scheiterte.
1894 kam es zu einem heftigen Erdbeben in der Region, bei dem auch das Goldene Tor schwere Schäden erlitt. Die Oberteile der Tortürme wurden in Mitleidenschaft gezogen, zahlreiche Quader stürzten herab.
Erste archäologische Grabungen wurden 1927 im Innenhof und am Vortor durchgeführt und dabei Fragmente der Reliefplatten geborgen. 1933 folgten weitere Untersuchungen, bei denen Bruno Meyer-Plath und Alfons Maria Schneider eine genaue Bauaufnahme durchführten.

## Architektur
Das 66 Meter breite Stadttor besteht auf der Feldseite aus zwei massiven Türmen aus Marmorquadern mit einer annähernd quadratischen Grundfläche von ca. 17 × 18,3 Metern, die aus der Flucht der Mauer hervorragen. Sie flankieren drei unterschiedlich breite und hohe Durchgänge. Auch diese bestehen aus Marmorquadern. Die Bögen sind in Keilsteinfügung gesetzt. Pfeiler und Stürze rahmen diese Durchgänge. Der Hof zwischen den Türmen war mit Marmorplatten ausgelegt. Auf dem Tor standen u. a. Statuen des Theodosius II. und der Siegesgöttin Nike sowie ein Elefantengespann.
Seinen Namen erhielt das Tor von vergoldeten Türflügeln, die der Durchgang wohl nach dem Sieg über den weströmischen Kaiser Johannes 425 bekam. Dieses Mitteltor blieb dem Kaiser vorbehalten und blieb normalerweise geschlossen. Über dem Tor wurde wohl auch 425 eine Inschrift angebracht. Auf der Feldseite stand: HAEC LOCA THEODOSIUS DECORAT POST FATA TYRANNI („Theodosius dekorierte diesen Platz nach dem Tode des Tyrannen“). Auf der stadteinwärts gerichteten Westseite stand: AUREA SAECLA GERIT QUI PORTAM CONSTRUIT AURO („Derjenige, der das goldene Tor errichtete, herrschte in einem goldenen Zeitalter“).
Diese Inschrift war Anlass für wissenschaftliche Diskussionen, ob das Tor tatsächlich erst unter Theodosius II. als Teil der Landmauer erbaut worden war oder ob ein früheres Triumphtor von Theodosius I. in die Landmauer integriert worden sein könnte. Da die Inschrift den Tyrannen nicht namentlich nennt, könnte sich dies auf Theodosius I. und seinen Kampf gegen den weströmischen Usurpator Magnus Maximus beziehen. Sondagen bestätigten 1927, dass die marmornen Türme mit dem Tor gleichzeitig errichtet worden waren, konnten allerdings die sich anschließenden Mauern nicht genau datieren, da diese in der Komnenen-Zeit und während des Osmanischen Reiches mehrfach verändert und repariert worden waren. Bei neueren Untersuchungen der Eckverbindungen zwischen Mauer und Türmen wurde die Entstehungszeit unter Theodosius II. allerdings erneut in Frage gestellt. Allerdings wird das Goldene Tor der Theodosianischen Landmauer in der Notitia urbis Constantinopolitanae nicht erwähnt, was ein Hinweis darauf sein könnte, dass es das Tor zum Zeitpunkt der Abfassung (ca. 425 n. Chr.) noch nicht gab. Es wird diskutiert, dass die Landmauer nach dem Sieg von Theodosius II. über Johannes 425 aufgerissen worden und das Tor nachträglich eingerichtet oder vergrößert worden sein könnte.